# Machilus gongshanensis
Machilus gongshanensis är en lagerväxtart som beskrevs av Hsi Wen Li. Machilus gongshanensis ingår i släktet Machilus och familjen lagerväxter. Inga underarter finns listade i Catalogue of Life.